# Lipoproteinska lipaza
Liproteinska lipaza je enzim, topljiv u vodi koji hidrolizira trigliceride iz lipoproteina, u slobodne masne kiseline i monoacilglicerol, te sudjeluje u procesu receptorom posredovane endocitoze lipoproteina. 
Enzima za svoje djelovanje koristi apolipoprotein C2. Nalazi se na luminalnoj površini endotelnih stanica kapilara, a najrasprostranjeniji je u masnom tkivu, srcu i skeletnim mišićima. 

## Stvaranje
Lipoproteinska lipaza nastaje u parenhimalnim stanicama kao glikolizirani homodimer i kao takva se prenosi kroz vanstanični matriks do luminalne površine endotelnih stanica kapilara.
Protein koji nastaje translacijom, u endoplazmatskom retikulumu stanice se glikozira. Nakon toga enzimi glukozidaze uklanjaju terminalne ostatke glukoze, što je najvjerojatnije potrebno za konformacijske promjene molekule, te time i katalitičku aktivnost. Dalje u Golgijevom aparatu oligosaharide se alteriraju, čime nastaju dva kompleksna lanca ili dva kompleksna lanca i jedan lanac bogat manozom. U završnom proteinu ugljikohidrati čine 12% molekule. Prije izlaska iz stanice odvije se homodimerizacija. Kristalna struktura molekule još nije utvrđena.  
Poznato je da se dvije molekule Apo-C2 vežu na jedan dimer liproteinske lipaze, a procjenjuje se da na jednu lipoproteinsku česticu istovremeno mogu djelovati i do 40 dimera. 

## Regulacija
Izoenzimi se reguliraju različito, ovisno u tkivu. Tako npr. inzulin aktivira enzim u masnim stanicama, te povećava ekspresiju na njihovoj površini, dok isto smanjuje u mišićnim stanicama. Oblik kojeg u masnim stanicama aktivira inzulin, u miokardu i mišićnim stanicama aktiviraju glukagon i adrenalin. 
Endotelne stanica na kojima se nalazi enzim ne mogu regulirati koncentraciju enzima. Endotelne stanice ne proizvode niti ne razgrađuju lipazu. Regulacija se odvija upravljanjem toka dolaska enzima na mjesto lipolize i otpuštanja u krvotok vezanim za lipoproteine.

## Patologija
Mutacije gena za lipoproteinsku lipazu uzrokuje smanjenu ili nedostatak aktivnost enzima, što se manifestira kao hiperlipoproteinemija tip Ia tj. obiteljskog nedostatka lipoproteinske lipaze (Buerger-Gruetzov sindrom).